# Alistair Petrie
Alistair Petrie, född 30 september 1970 i Catterick i North Yorkshire, är en brittisk skådespelare.

## Rollista i urval
- 1996 – Emma (TV-film)
- 1997 – Mrs Dalloway
- 1998 – Jonathan Creek (TV-serie)
- 2002 – Forsytesagan (miniserie)
- 2008 – The Bank Job
- 2008 – The Duchess
- 2011 – Mord i paradiset (TV-serie)
- 2011 – Morden i Midsomer (TV-serie)
- 2012 – Cloud Atlas
- 2013 – Rush
- 2016 – Rogue One: A Star Wars Story
- 2016 – The Night Manager (TV-serie)
- 2017 – Genius (TV-serie)
- 2018 – The Terror (TV-serie)
- 2019 – Hellboy
- 2019–2023 – Sex Education (TV-serie)
- 2020 – Agatha och midnattsmorden (TV-film)
- 2023–2024 – Funny Woman (TV-serie)
- 2025 – Andor (TV-serie)
- 2025 – Death by Lightning (TV-serie)